# Pöndorf
Pöndorf – gmina w Austrii, w kraju związkowym Górna Austria, w powiecie Vöcklabruck. 1 stycznia 2015 liczyła 2294 mieszkańców.

## Współpraca
Miejscowość partnerska:
- Schwaigern, Niemcy